# Merodach-Baladan II
Merodach-Baladan II, en akkadien babylonien Marduk-apla-iddina II, « Marduk a donné un héritier », fut roi de Babylone à deux reprises de 721 à 710 av. J.C., puis en 703, durant 9 mois. Il se voulait descendant du roi de Babylone Eriba-Marduk. Merodach-Baladan II était également le chef de la principauté chaldéenne du Bît-Yakîn. 
Babylone appartient à cette époque au puissant empire assyrien de Salmanazar V. À sa mort son frère et successeur Sargon II prend la tête de l'Empire. Merodach-Baladan II profite de la passation de pouvoirs et de l'occupation du nouveau roi à consolider son pouvoir en Assyrie,  pour accéder au trône de Babylone. Protégé par le royaume d'Élam, il s'y maintient 12 années, jusqu'à la venue de Sargon II en 710 av. J.-C. Il prend alors la fuite vers l'Élam.
Sargon II meurt en 705 av. J.-C. Deux ans après, Merodach revient à Babylone sous la régence d'un noble: Marduk-zakir-shumi II. Il reprend le trône (en 703). Sennacherib fils de Sargon II et roi de l'empire assyrien va rétablir la situation (toujours vers 703) en nommant Bel-ibni vice roi de Babylone. Défait près de Kish il va une nouvelle fois s'enfuir dans le sud et pousser la région à la révolte. Bel-Ibni s'allie à la révolte en 700 av. J.-C.. Cette coalition est défaite et Merodach-Baladan II va s'enfuir une dernière fois en Élam. Il ne fit plus parler de lui par la suite.
Dans le deuxième livre des Rois, qui fait partie de la Bible, il envoie des ambassadeurs à Ézéchias, roi de Juda, qui sont très bien accueillis. Son but est alors probablement de faire alliance avec Ézéchias contre l'Assyrie.